# 久野潤
久野 潤（くの じゅん、1980年〈昭和55年〉8月1日 - ）は、日本の軍事史・艦内神社研究家。日本経済大学准教授。法学修士。竹田研究財団理事、京都竹田研究会幹事長。日本国史学会事務局長、歴史認識問題研究会幹事、顕彰史研究会代表幹事。

## 来歴
昭和55年（1980年）8月1日、大阪府枚方市生まれ。奈良県生駒市出身。高校時代は将棋で全国大会に出場した。奈良学園中学校・高等学校を経て、慶應義塾大学総合政策学部総合政策学科へ進む。平成15年（2003年）、同学を卒業。平成18年（2006年）、京都大学大学院法学研究科国際公共政策専攻修士課程修了。法学修士。在学中は、中西輝政の薫陶を受けた。
平成27年（2015年）より、名城大学非常勤講師として、農学部一年生を対象にした教養科目〈15コマ2単位〉で日本の歴史と文化の講義を行う。
平成30年（2018年）、大阪観光大学国際交流学部専任講師に転じ、日本史、外国史、観光学などを担当。講義内容は文章講読、日本神話論、日本人の心性〈神道〉、現代生活基礎、現代文化基礎、礼法・作法の精神などを行った。
令和4年（2022年）より、都築学園グループ日本経済大学神戸・三宮キャンパス准教授となり、主に外国人留学生に歴史系の授業を担当している。

## 活動
「歴史勉強塾（略称：れきべん）」を主宰し、戦後史観に偏向されない歴史研究を提唱した。その中で、戦艦「大和」の艦内神社は大和神社から、重巡洋艦「愛宕」の艦内神社は愛宕神社から、などという形で同名神社から分霊されていると報告している。艦内神社とは、艦内に存在する船の守り神を祀る神棚である。近年では大東亜戦争に参戦した旧日本陸海軍の元兵士を訪ね、その体験談を聞き取り調査の研究している。またブラウザゲームである「艦隊これくしょん -艦これ-」についても艦内神社の関心への入り口になってほしいと述べている。平成30年（2018年）に出版された百田尚樹の著書『日本国紀』の校閲を行い、書誌情報には記載されていないが「監修」している。

## 栄典
- 将棋 - 全国大会出場
- 平成26年（2014年）- 第7回『「真の近現代史観」懸賞論文』佳作（アパグループ主催）

## 論文
- 『支那事変不拡大方針の挫折 -昭和研究会メンバーの思想-』久野潤著、自由編集委員会、2007年1月
- 『第一次近衛内閣と支那事変拡大期における論壇の言説 -事変拡大の論理的支柱となった「国策知識人」たち-』久野潤著、軍事史学会編（関西支部第75回例会報告）2008年6月
- 『「日本をまもる」ためにまもるべきもの -国体の再認識と国家・歴史の当事者への転換-』久野潤著、兵庫県教育再生協議会編、2011年
- 『支那事変における河合栄治郎の国際情勢認識 -他の自由主義知識人との危機意識の相違を踏まえて-』久野潤著、国際研究論叢 : 大阪国際大学紀要 26 (2), 45-57, 2013年1月31日
- 『古事記と古墳墓碑 : 天皇陵をめぐる近現代史を踏まえて』久野潤著、ジャパニズム、2013年8月
- 『大日本帝国海軍と神社』久野潤著、軍事史学会編（関西支部第99回例会報告）2014年3月
- 『戦前日本における防共政策の挫折 : パール判事からのもう一つのメッセージ』久野潤著、新日本学、2014年
- 『神社から見た楠公崇敬の歴史 : 現存の楠木正成を祀る神社の由緒を通して』久野潤著、日本国史学会編、2017年
- 『支那事変長期化の一要因としての昭和研究会メンバーの言説 : 第一次近衛内閣期における「中央公論」記事を中心に』久野潤著、歴史認識問題研究会編、2018年
- 『戦没者慰霊顕彰の源流をたどる : 招魂社と楠公祭祀神社』久野潤著、軍事史学会編（関西支部第112回例会報告）2018年6月

## 連載
- 『父祖たちの戦争（第1回）戦艦大和という伝説』久野潤著、ジャパニズム、2012年5月
- 『父祖たちの戦争（第2回）戦艦あってこその航空機/空母技術 : 往時の厳しい国際情勢と現在からの批評のはざまで』久野潤著、ジャパニズム、2012年8月
- 『父祖たちの戦争（第3回）真珠湾攻撃・マレー沖海戦で世界を変えた日本 : 戦艦大国から世界最先端の航空兵力保有国へ』久野潤著、ジャパニズム、2012年10月
- 『父祖たちの戦争（第5回）運命の歯車が狂った、痛恨のミッドウェー海戦 : 「アメリカには物量で負けた」論を超えて』久野潤著、ジャパニズム、2013年2月
- 『父祖たちの戦争（第6回）ガダルカナル、海上の主導権をめぐる戦い(前編)当初より全力投入するアメリカ軍と、逐次投入の日本軍』久野潤著、ジャパニズム、2013年4月
- 『父祖たちの戦争（第7回）ガダルカナル、海上の主導権をめぐる戦い(後編)攻守交替をもたらした大消耗戦』久野潤著、ジャパニズム、2013年6月
- 『父祖たちの戦争（第8回）攻守逆転して苦戦する日本 : 戦局を度外視させた大義と現実』久野潤著、ジャパニズム、2013年10月
- 『父祖たちの戦争（第9回）無念の空母決戦、マリアナ沖海戦 : 絶対国防圏防衛に不可欠であった機動部隊再建』久野潤著、ジャパニズム、2013年12月
- 『父祖たちの戦争（第10回）史上最大の海空戦となったレイテ沖海戦(前編)レイテ突入を目指す、起死回生のオトリ作戦』久野潤著、ジャパニズム、2014年2月
- 『父祖たちの戦争（第11回）史上最大の海空戦となったレイテ沖海戦(後編)フィリピン防衛のために総力を挙げた連合艦隊』久野潤著、ジャパニズム、2014年4月
- 『父祖たちの戦争（最終回）戦艦大和の沖縄特攻、そして敗戦 : 総力を尽くして戦った大日本帝国陸海軍』久野潤著、ジャパニズム、2014年6月
- 『戦場の先輩たちの跡を追って(1)陸軍少年飛行兵第十七期 栁橋晃一郎氏』久野潤著、ジャパニズム、2019年6月
- 『戦場の先輩たちの跡を追って(2)海軍兵学校七十五期 湯川浩洋氏』久野潤著、ジャパニズム、2019年8月
- 『戦場の先輩たちの跡を追って(3)陸軍幼年学校四十八期 宮﨑達三郎氏』久野潤著、ジャパニズム、2019年10月
- 『戦場の先輩たちの跡を追って(4)海軍兵学校七十四期 永瀬四郎氏』久野潤著、ジャパニズム、2019年12月
- 『戦場の先輩たちの跡を追って(5)第十三期海軍甲種飛行予科練習生 森山利秋氏』久野潤著、ジャパニズム、2020年2月

## 対談
- 『空母「瑞鶴」噴進砲員 川内勝』久野潤筆録、歴史群像、2011年6月
- 『巡洋艦「鈴谷」機関員 木舩一二三』久野潤筆録、歴史群像、2011年10月
- 『空母「加賀」艦攻搭乗員 前田武』久野潤筆録、歴史群像、2012年6月
- 『教育の悲劇からこの国の若者をいかに救うか』竹田恒泰、久野潤、古谷経衡座談会、ジャパニズム、2012年8月
- 『戦艦「霧島」主砲員 帆足宗次』久野潤筆録、歴史群像、2012年12月
- 『「餓島」で戦った陸軍士官 橋本長生』久野潤筆録、歴史群像、2013年10月
- 『硫黄島の死闘を生き抜いた海軍通信兵 秋草鶴次』久野潤筆録、歴史群像、2015年4月
- 『戦艦「大和」機銃員 中谷健祐』久野潤筆録、歴史群像、2015年8月
- 『ノモンハンの対戦車戦闘を生きぬいた陸軍歩兵上等兵 柳楽林市』久野潤筆録、歴史群像、2015年10月
- 『海軍飛行科偵察員 加藤昇』久野潤筆録、歴史群像、2016年4月
- 『真珠湾、ミッドウェーの二大作戦を戦った空母「加賀」艦攻整備兵 長沼元』久野潤筆録、歴史群像、2016年6月
- 『ハワイからレイテまでを戦い抜いた戦艦乗り 海軍大尉 小尾武敏』久野潤筆録、歴史群像、2016年12月
- 『二・二六事件からビルマ戦線までを経験した陸軍主計中尉 志水慶朗』久野潤筆録、歴史群像、2017年2月
- 『珊瑚海海戦で空母「祥鳳」の最期を経験した戦闘機搭乗員 中山光雄』久野潤筆録、歴史群像、2017年4月
- 『「ダンピールの悲劇」を生き延びた陸軍衛生兵 岩田亀作』久野潤筆録、歴史群像、2017年6月
- 靖國神社遊就館 特別企画『肖像 海往く艟艨たちの残影』開催記念対談、菅野泰紀、久野潤対談、ジャパニズム、2017年8月
- 『キスカ撤退作戦に参加した軽巡「多摩」乗組員 伊津野省三』久野潤筆録、歴史群像、2017年8月
- 『「マリアナ」と「レイテ」を戦った戦艦『長門』兵科士官 恒松秀雄』久野潤筆録、歴史群像、2017年10月
- 『帝国陸軍最後の戦車戦に参加した陸軍戦車兵 佐伯光男』久野潤筆録、歴史群像、2017年12月
- 『空母「瑞鶴」の誕生から最期まで零戦を担当した戦闘機整備員 川上秀一』久野潤筆録、歴史群像、2018年2月
- 『二・二六事件と大陸打通作戦を経験 矢田保久』久野潤筆録、歴史群像、2018年4月
- 『「盤谷丸」と「伊四〇一」に乗組んだ信号兵 廣野昌勇』久野潤筆録、歴史群像、2018年8月
- 『インパール作戦を支えた鉄道兵 下村哲弥』久野潤筆録、歴史群像、2018年10月
- 『「羽黒」「陸奥」通信士から特攻隊分隊長となった海軍大尉 森田禎介』久野潤筆録、歴史群像、2019年2月
- 『パレンバン作戦に参加した落下傘部隊の衛生兵 坂井清』久野潤筆録、歴史群像、2019年6月
- 『山本五十六長官機の墜落現場を上空から確認した海軍士官 小柳正一』久野潤筆録、歴史群像、2019年8月
- 『「愛宕」「大淀」に乗り組み南太平洋海戦から「北号」作戦までを戦う 大石芳信』久野潤筆録、歴史群像、2019年12月
- 『「レイテ決戦」を戦った第一師団副官 松本實』久野潤筆録、歴史群像、2020年2月
- 『「回天」作戦に従事した「伊五八」潜水艦伝令員 中村松彌』久野潤筆録、歴史群像、2020年8月
- 『駆逐艦「磯風」航海長 伊藤茂』久野潤筆録、歴史群像、2021年2月
- 『野戦重砲兵大隊通信兵 岡﨑輝城』久野潤筆録、歴史群像、2021年4月
- 『「戦車特攻」から生還した戦車兵 中山譽雄』久野潤筆録、歴史群像、2021年6月
- 『陸軍戦闘機操縦者 関利雄』久野潤筆録、歴史群像、2021年8月
- 『南太平洋海戦を戦った海軍士官 小川治夫』久野潤筆録、歴史群像、2021年10月
- 『重爆隊の出撃を支えた陸軍少佐 牧勝美』久野潤筆録、歴史群像、2021年12月
- 『最前線の空母高角砲員から陸戦隊へ 髙橋清壽』久野潤筆録、歴史群像、2022年2月

## 寄稿
- 『保守陣営のネット上戦闘力』（那須陽一名義）WiLL (雑誌)2008年4月号
- 『やはり民主党には政権は任せられない　政権交代の意義と国体の復原性と』時事評論石川2009年4月号
- 『山本権兵衛 第16・22代内閣総理大臣 -藩閥、リベラルのイメージのはざまで戦った明治の軍人政治家-』久野潤著、歴史読本、2009年11月
- 『将兵の心を支えた守り神 艦内神社ガイド』久野潤著、歴史群像、2012年8月
- 『奇跡の駆逐艦「ユキカゼ」沖縄特攻奮戦記』久野潤著、丸、2014年4月
- 『神社が語り継ぐ日本の歴史』久野潤著、2014年12月
- 『日本海軍のミニコミ紙 艦内新聞を読む』久野潤著、歴史群像、2015年12月
- 『「操縦/電信/搭整」陸攻乗りの戦い』久野潤著、丸、2016年8月
- 『零戦最後の証言者 原田要の戦争』久野潤著、丸、2016年8月
- 『「我ホーネット型空母見ユ」「利根」水偵隊員の南太平洋海戦記』久野潤著、丸、2016年9月
- 『元乗組員が語る「青葉/衣笠」の奮戦』久野潤著、丸、2017年7月
- 『元乗組員が語る「雪風」の奇跡』久野潤著、丸、2017年9月
- 『戦艦「大和」乗組員17人の記録』久野潤著、丸、2018年4月
- 『新鋭巡洋艦「最上」乗組員の回想』久野潤著、丸、2018年5月
- 『最後の証言 悲劇の潜水艦「伊33」ふたたび浮上せり』久野潤著、丸、2018年9月
- 『レイテ沖海戦秘話 追悼・戦艦「大和」通信士 都竹卓郎元大尉』久野潤著、丸、2019年3月
- 『三〇二空ハ降伏セズ : 厚木航空隊事件 海軍士官最後の証言』久野潤著、ジャパニズム、2019年4月
- 『欧米に脅威を与えた戦艦「大和」』久野潤著、ザ・リバティ、2019年5月
- 『海軍士官の遺言 高速戦艦「比叡」測的士が見た大海戦』久野潤著、丸、2019年5月
- 『乗組員の証言 重巡洋艦「摩耶」パラワン水道に没す』久野潤著、丸、2019年10月
- 『「銃後」という失われた意識--解説に代えて』ロバート・D・エルドリッヂ
- 『人口減少と自衛隊』（扶桑社新書 300）
- 『燃ゆる空母「飛龍」より生還した元兵士の記録』久野潤著、丸、2020年3月
- 『編纂から千三百年「日本書紀」に学ぶ国難突破の処方箋』久野潤著、正論、2020年7月
- 『戦艦「大和」75年目の慰霊顕彰祭』久野潤著、丸、2020年7月
- 『大阪護國神社「東郷祭」レポート』久野潤著、丸、2020年9月
- 『今こそ先人たちを「顕彰」しよう』久野潤著、正論、2020年9月
- 『空母「飛鷹」乗組員たちの記録』久野潤著、丸、2021年1月
- 『東京五輪 先人の足跡を学ぶ』久野潤著、正論、2021年5月
- 『阿南惟幾 戦後日本への「遺言」』久野潤著、正論、2021年7月

## 著書
- 『新島八重 -とある会津女子の生涯-』久野潤著、晋遊舎新書 S09
- 『帝国海軍と艦内神社 神々にまもられた日本の海』久野潤著、祥伝社
- 『帝国海軍の航跡 -父祖たちの証言-』久野潤著、青林堂

## 共著
- 『決定版 日本書紀入門 - 2000年以上続いてきた国家の秘密に迫る』竹田恒泰、久野潤共著、ビジネス社、令和元年（2019年）7月2日

## 補註
1. ↑  竹田研究財団と竹田研究会は、いずれも竹田恒泰が理事長・代表を務める団体。
2. 1 2 3  『日本歴史の源「日本書紀」編纂1300年を迎えて」久野潤氏』東京都千代田区倫理法人会、令和2年（2020年）1月23日
3. ↑   "KUNO Jun" Tenured Lecturer, Osaka University of Tourism
He was born in Osaka Prefecture in 1980. He learned at the Faculty of Policy Management, Keio University, and the School of Government, Graduate School of Law, Kyoto University. After working at Osaka International University, Kogakukan University, and Meijo University, he dedicates himself to education and research at Osaka University of Tourism. In addition to his research on modern politics and diplomacy, he has also conducted interviews with war veterans in Japan and visited Shinto shrines throughout Japan. Works:Imperial Navy and Shinto Shrine in the Warship, Track of Imperial Navy Introduction of Nihon Shoki (Chronicles of Japan): Definitive Edition(Co-author: TAKEDA Tsuneyasu) He writes many articles and papers other than the above works.
4. 1 2  久野潤researchmap
5. ↑  日本近現代史研究者久野潤のサイト
6. ↑  『表現者クライテリオン』第101号、令和4年（2022年）2月
7. ↑  『日本書紀入門』竹田恒泰、久野潤共著（書評）
8. 1 2  国際交流学部 教員紹介 | 大阪観光大学
9. ↑  大阪観光大学 シラバス検索
10. ↑  帝国海軍の精神的支柱「艦内神社」 日本唯一の研究者・久野潤さんに聞く : J-CASTモノウォッチ
11. ↑  【書評】『帝国海軍と艦内神社 神々にまもられた日本の海』久野潤著 - MSN産経ニュース
12. ↑  「艦内神社」唯一の研究者・久野潤さん登場 「『艦これ』も入口になってくれたら万々歳」 : J-CASTモノウォッチ
13. ↑  久野潤 (2019年1月6日). “（百田尚樹『日本国紀』をコンナヒトタチに批判されたくない”.  iRONNA. 2019年2月22日閲覧。